# Ipogeo Palmieri
L'ipogeo Palmieri, esempio di architettura funeraria messapica, è una struttura funeraria a ipogeo situata a Lecce, visitabile all'interno del giardino di palazzo Guarini, lungo via Palmieri.

## Storia
Rinvenuta nel 1912 da un appassionato di antichità locali, la tomba apparve già priva di corredo, depredata probabilmente nel corso del XVI secolo, epoca a cui risalgono alcune iscrizioni graffite sulle pareti del corridoio d'ingresso e delle celle.
Sulla base di confronti stilistici e tipologici, per la tomba leccese, realizzata evidentemente per una famiglia locale aristocratica, è stata proposta una cronologia agli inizi del III secolo a.C.

## Descrizione
L'ipogeo è composto da tre ambienti disposti intorno ad un vestibolo; le stanze presentano una decorazione pittorica bipartita: uno zoccolo di colore scuro delimitato da una doppia fascia di colore rosso, che continua anche sugli stipiti, ed una zona superiore decorata con due file di riquadri rossi. Si conservano ancora i sei capitelli che decoravano gli stipiti delle porte. Il soffitto è ricavato con lastroni litici di grandi dimensioni.
Lungo il corridoio di accesso alla tomba corrono due fregi scultorei a bassorilievo. Il fregio figurato si compone di due lunghe lastre figurate, marginate sul lato superiore da una cornice ed una file di ovuli; il suo discreto stato di conservazione consente la lettura abbastanza precisa di ciò che vi è raffigurato, ovvero un combattimento tra guerrieri a piedi e a cavallo. Il fregio floreale, incassato nella parete opposta, è costituito da tre lastre: al centro, emergente da un cespo d'acanto, un volto femminile con copricapo, associato a due steli che si snodano ai suoi lati occupando tutta la lunghezza del fregio.